# Puig de Fontviva
El Puig de Fontviva és una muntanya de 2.673 m d'altitud situada al Massís del Carlit, concretament al límit entre els termes comunals d'Angostrina i Vilanova de les Escaldes i de Portè, tots dos de l'Alta Cerdanya, a la Catalunya del Nord.
Està situat a la zona nord del terme comunal d'Angostrina i Vilanova de les Escaldes i a l'est del de Portè. És al sud del Pic de Cortal Rossó, al sud-oest de l'Estany de Lanós.
Aquest cim està inclòs al llistat dels 100 cims de la FEEC
És destí freqüent de moltes de les rutes d'excursionisme o d'esquí de muntanya del Massís del Carlit.